# Alla Rakha
Ustad Alla Rakha, Alla Rakha Khan ou Alla Rakha Qureshi (29 avril 1919 – 3 février 2000) est un des grands maîtres de tablâ, une des principales percussions de la musique hindoustanie. Il est considéré comme un des plus grands joueurs de tablâ du XXe siècle. Il a souvent accompagné le sitariste Ravi Shankar, notamment à Woodstock en 1969.

## Biographie
Alla Rakha est né à Pagwal, un village du Jammu, en Inde, et est l'aîné de sept frères. Dès son enfance, il se démarque par son attirance prononcée pour la musique et le théâtre populaire. Il commence le tabla à 15 ans avec le maître Ustad Laal Mohammed Khan, puis avec le grand Ustad Kader (Qadir) Baksh Khan, s'intégrant ainsi dans la Punjab Gharana (style de tabla Punjab), qui est avec la Gharana de Delhi la plus ancienne.
De 1937 à 1942, il offre ses services pour la All India Radio où il accompagne les mélodistes classiques, et tient la place de directeur musical dans la Film Industry of Bombay (qui n'est autre que la future Bollywood).
Après cette période, Ustad Alla Rakha s'intéresse de près au système rythmique du Sud de l'Inde, le Konnakol, utilisé en musique carnatique, qui se caractérise par une utilisation importante de la polyrythmie. Il est également attiré par la Gharana de Farukhabad (son usage du fameux phrasé "Dhira Dhira Kita Taka Takita Dha" dans les tukdas est très intuitif).
S'ensuit alors un style à la fois sobre et très développé (bayan aux modulations modérées et polyrythmie infaillible), avec une tenue de tempo absolument inébranlable face aux poussées de sitar nerveuses et imprévisibles de Ravi Shankar.
Il excelle tout aussi bien dans les solos, et les duos avec son fils Zakir Hussain, agrémentés par un timbre de voix majestueux lors de la récitation des rythmes. Parmi ses mets de choix figurent le Pancham Sawari, rythme en 15/4 et le Char Taal Ki Sawari, en 11/4.
Il est le père de Zakir Hussain, de Fazal Qureshi et de Taufiq Qureshi (en).